# Blücherdenkmal (Oberlausitz)
Das Blücherdenkmal auf den Kreckwitzer Höhen bei Bautzen erinnert an den preußischen Generalfeldmarschall Gebhard Leberecht von Blücher (1742–1819) und an die Schlacht bei Bautzen (1813). Es befindet sich auf dem 184 m ü. NN hohen Blücherhügel und besteht aus einem zweiteiligen, insgesamt circa 2,40 m hohen Granitfels, wobei der untere größere Fels auf der Vorder- und Rückseite mit einer Darstellung eines Eisernen Kreuzes versehen ist. Der obere, aufgesetzte Fels enthält die Inschrift „21. Mai 1813–1913“, das Datum der Hauptkämpfe der Schlacht bei Bautzen.

## Geschichte

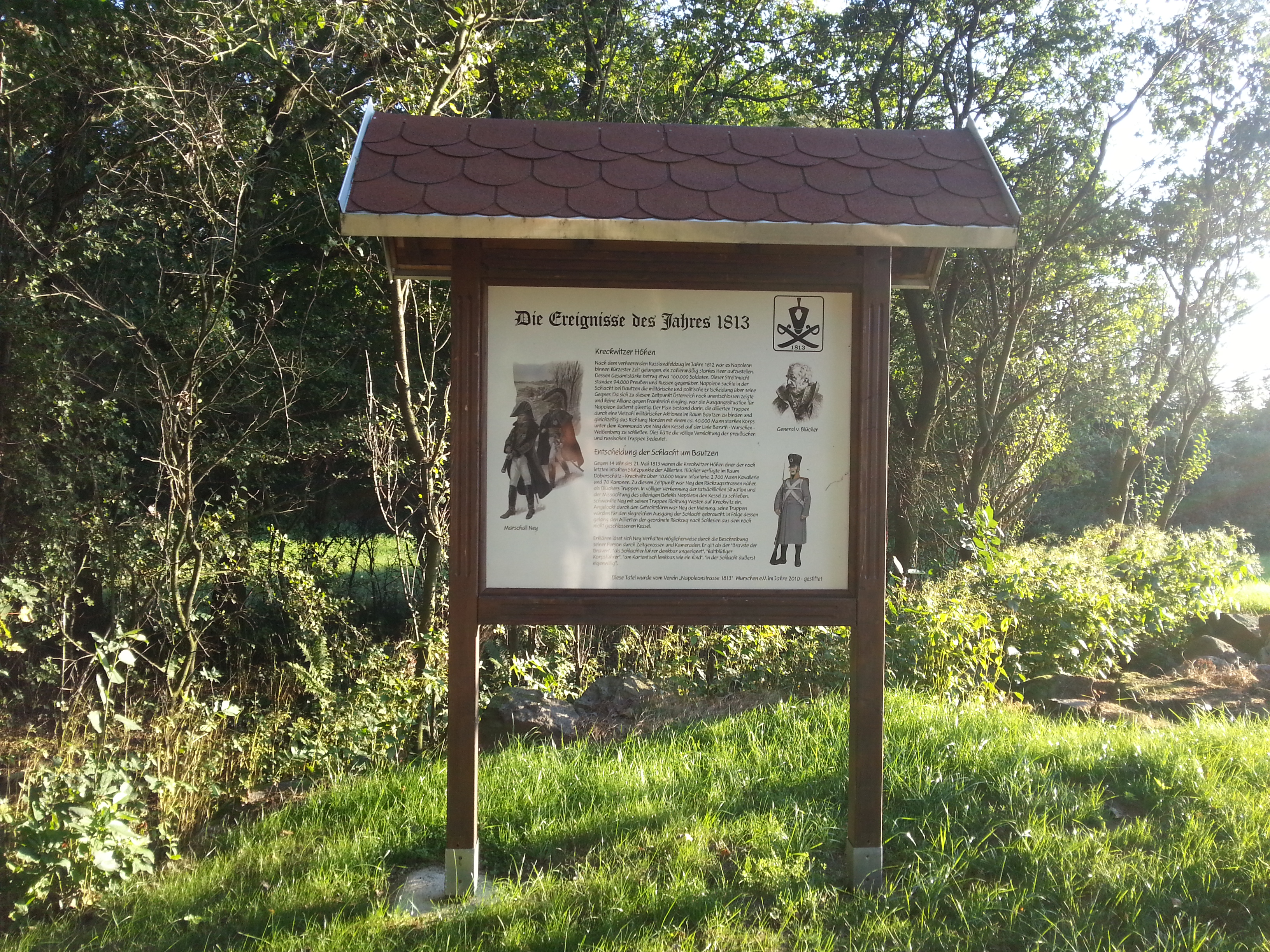
Geschichtstafel am Blücherdenkmal

Die Gedenkstätte wurde am 21. Mai 1913 zum 100. Jahrestag der Schlacht bei Bautzen durch den Kreckwitzer Gutsherrn Friedrich Ottomar Mittag zu Ehren des Feldherrn der Napoleonischen Befreiungskriege von Blücher auf dem im Volksmund „Schmidtscher Berg“ genannten Hügel errichtet. Blücher hatte seine Stellung genau an diesem Punkt und leistete dem angreifenden französischen Heer erbitterten Widerstand. 
Die Schlacht mit ihrem Höhepunkt am 21. Mai endete mit einem Sieg für die napoleonischen Truppen, bei dem die Franzosen erhebliche Verluste zu beklagen hatten und dadurch signifikant geschwächt wurden. 

## Gegenwart
Am 7. Juli 2013 wurde anlässlich des 200. Jahrestages durch den Kreckwitzer Sportverein eine Gedenkfeier inszeniert und dabei ein weiterer Gedenkstein eingeweiht. Der Platz um das Denkmal wurde im Vorfeld von Unterholz und Gestrüpp befreit und als Andenken an diese Gedenkfeier eine Eiche gepflanzt. Eine aufgestellte Geschichtstafel, gestiftet vom Wurschener Verein „Napoleonstraße 1813“, beschreibt die damaligen Ereignisse.

## Galerie

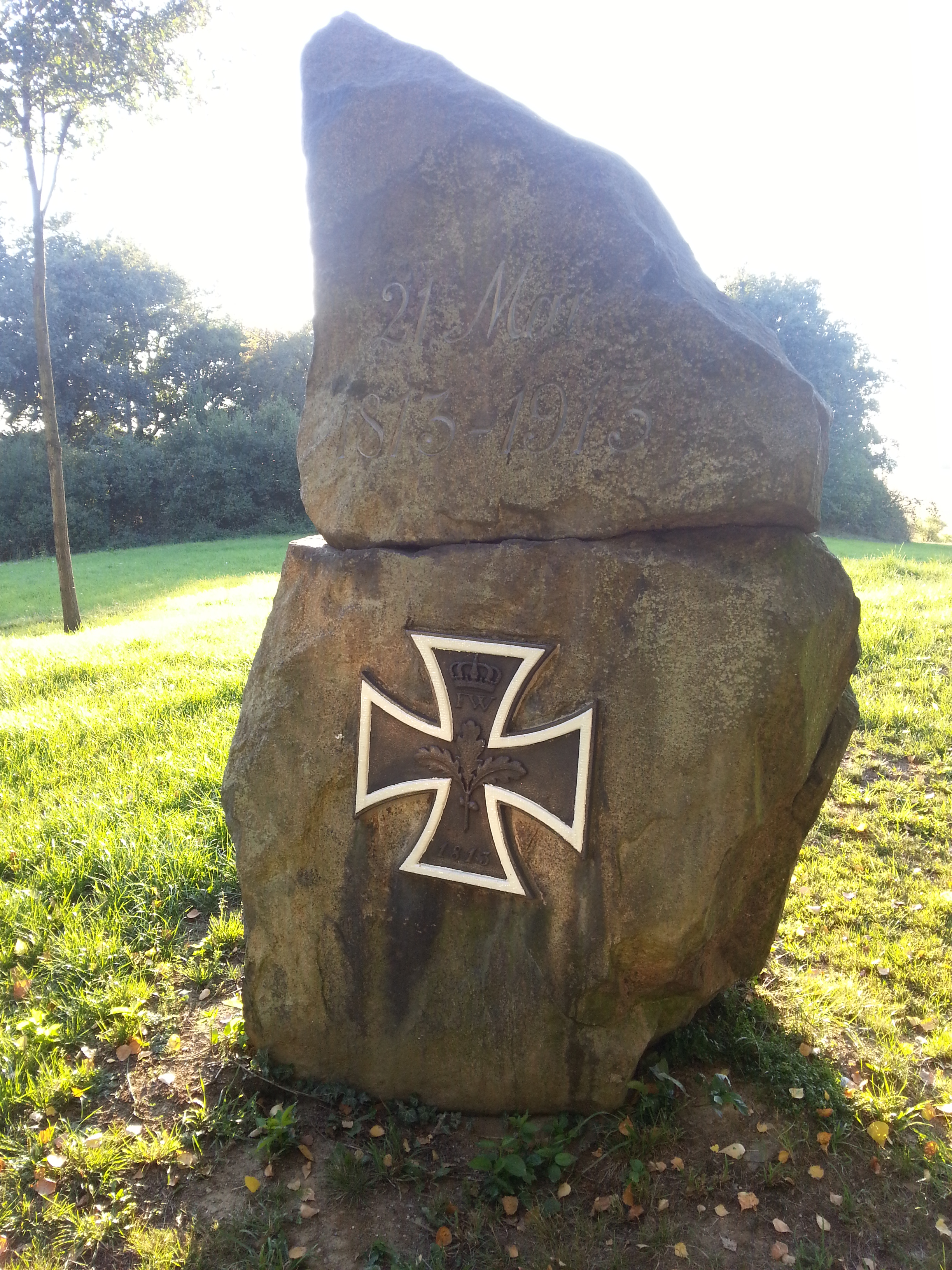
Blücherdenkmal (Vorderseite) in der Oberlausitz
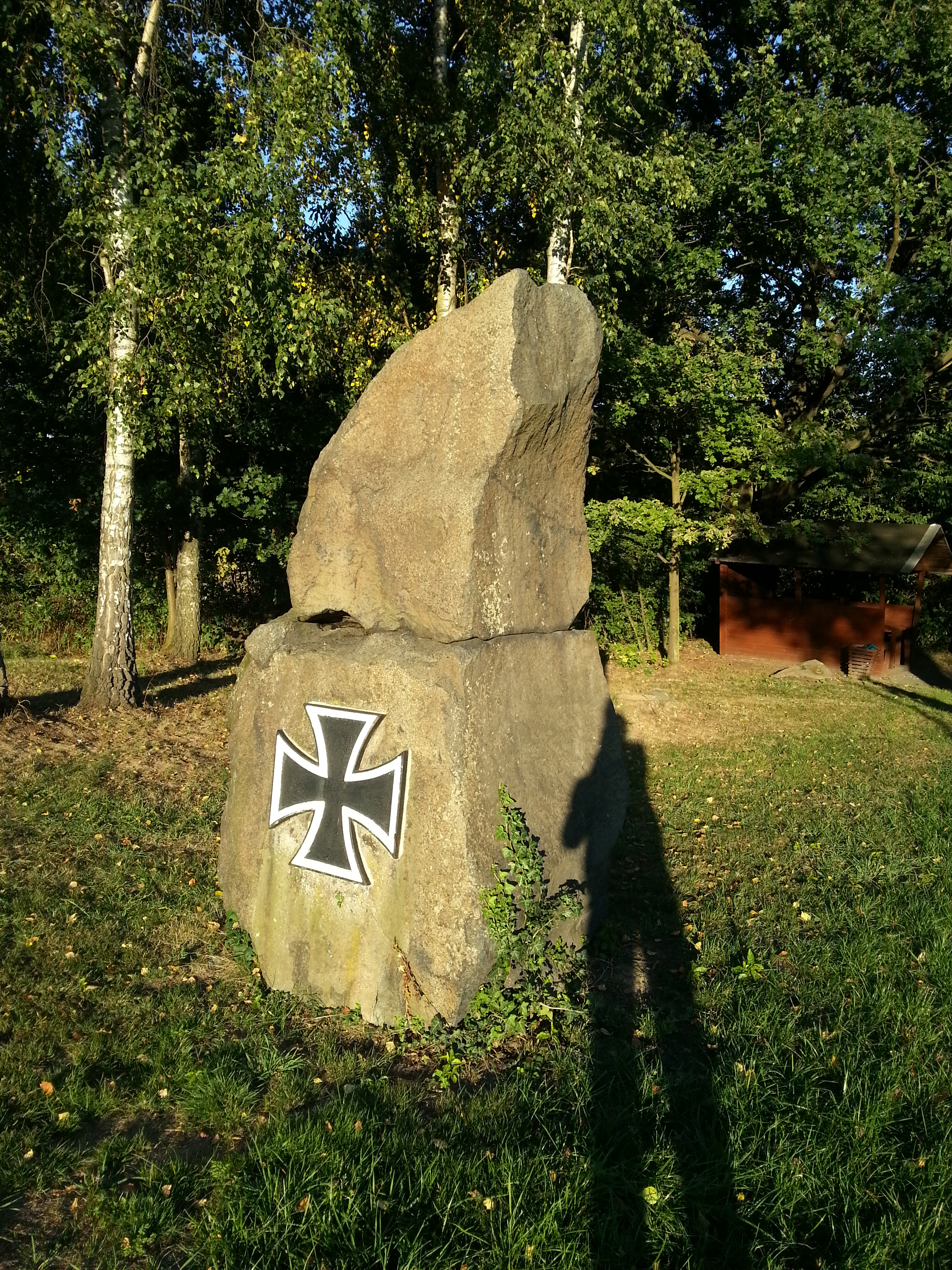
Blücherdenkmal (Rückseite)
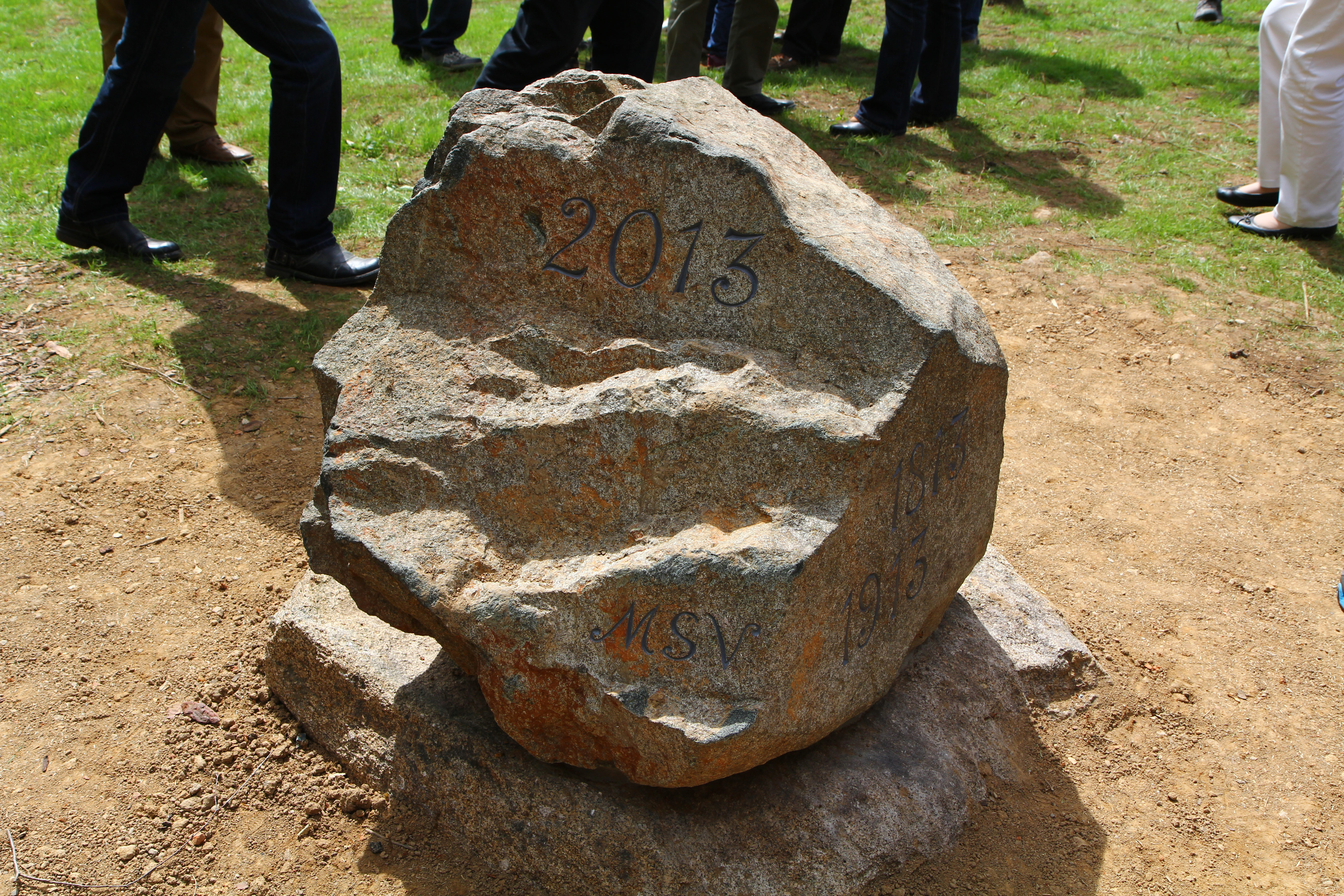
Neuer Gedenkstein, eingeweiht am 20. Mai 2013